# Autoroute A87
L’autoroute A 87 è un'autostrada francese che parte dall'A11 a Mûrs-Erigné, poco ad est di Angers, e si dirige a sud-ovest passando per Cholet e terminando a Les Clouzeaux, sull'ex N160 (ora D160), subito dopo aver aggirato La Roche-sur-Yon.